# Numerologija
Pojam numerologija odnosi se na bilo koji od mnogih sustava, tradicija i vjerovanja u mističku ili ezoteričku vezu između brojeva i materijalnih stvari ili živućih bića. 
Riječ numerologija je složenica od latinske riječi numerus što znači broj i grčke riječi logos, što znači govor, riječ, pojam, misao te bi pojam numerologija mogli definirati kao znanost o brojevima.
Numerologija i numerološke divinacije bile su popularne među ranim matematičarima poput Pitagore, ali se više ne smatraju dijelom matematike, već ih većina znanstvenika smatra pseudomatematikom. Slična ih povijest veže s razvojem i razdvajanjem astronomije od astrologije, i kemije od alkemije.
Numerologija je danas najčešće vezana uz okultne znanosti, zajedno s astrologijom i sličnim metodama divinacije. Termin se također koristi za osobe koje, prema nekima, pridaju preveliku važnost brojčanim matricama, čak i ako ne prakticiraju tradicionalnu numerologiju. Underwood Dudley primjerice, koristi taj termin u diskusiji o praktikantima Elliott valnog principa analize burze.

## Povijest
Povjesničari vjeruju da je moderna numerologija integracija učenja starog Babilona, Pitagore i njegovih sljedbenika (Grčka 6. st. pr. n. e.), astroloških principa helenističke Aleksandrije, ranokršćanskog misticizma, okultizma ranih Gnostika i hebrejskog sistema Kabale. Zapisi indijskih Veda, kineski "Krug Mrtvih", i egipatska "Knjiga Vladara Tajne Kuće" (Ritual Mrtvih); jaki su dokazi za tisućljetno postojanje numerologije.
Pitagora i drugi filozofi njegova vremena, vjerovali su da su matematički principi "praktičniji" (lakši za reguliranje i klasificiranje) od fizičkih, i zbog toga stvarniji. Ta ideja u skladu je s filozofskim pragmatizmom, i izborom stalnih koncepata namjesto promjenjive fizikalnosti. 
St. Augustine Hippo (354. – 430.) pisao je "Brojevi su univerzalan jezik koje božanstvo nudi čovječanstvu kao dokaz istine". Kao i Pitagora, vjerovao je da iza svega stoje brojčane veze, te da se tajne tih veza mogu otkriti mentalnom potragom ili božanskim proviđenjem. 
Nakon prvog zasjedanja Nicae 325. g., Rimsko Carstvo klasificiralo je odstupanje od vjerovanja državne Crkve kao civilni prekršaj. Numerologija se nije omilila kršćanskom autoritetu vremena. Pripisana je nepriznatim vjerovanjima, zajedno s astrologijom i ostalim oblicima divinacije i "magije". Kroz to religijsko pročišćavanje počeo je nestajati duhovni značaj do tad pridan "svetim" brojevima. Unatoč potiskivanju, mnogi ostaju predani vjernici i održavaju znanje u tajnosti.
Primjer utjecaja numerologije na englesku literaturu nalazi se u djelu Sir Thomasa Browna "Discourse The Garden of Cyrus" iz 1658. Autor u tom djelu ilustrira značaj broja pet i relevantne matrice tog broja kroz umjetnost, prirodu i misticizam. "The Discourse" (hr. Govor) je kasni primjer utjecaja Pitagorine misli na englesku književnost. 
U nekim slučajevima numerološke divinacije, ime i datum rođenja koriste se kao sredstva analize i definicije karaktera i sklonosti osobe.

## Metodologije

### Definicije brojeva
Definicije raznih brojeva razlikuju se ovisno o tumaču. Primjeri uključuju:
- 0. Sve i ništa.
- 1. Individua. Agresor. Yang.
- 2. Ravnoteža. Zajednica. Primanje. Yin.
- 3. Komunikacija/Interakcija. Neutralnost.
- 4. Stvaranje.
- 5. Djelovanje.
- 6. Reakcija/flux. Odgovornost.
- 7. Misao/Svijest.
- 8. Moć/Žrtvovanje.
- 9. Ostvarenje/Završetak.
- 10. Ponovno rođenje.

### Skraćivanje brojeva
Numerolozi često skraćuju brojeve ili riječi, procesom zvanim redukcija ili skraćivanje broja, potom izvode zaključke osnovane na rezultatu tog procesa, jednoj znamenci. 
Skraćivanje broja znači zbrajanje svih znamenki tog broja, potom ponavljanje istog procesa po potrebi, sve do konačnog rezultata - jedne znamenke. Riječi se zbrajaju pridajući odgovarajuće vrijednosti slovima, prema njihovom redoslijedu u abecedi (A=1, B=2 itd.). 
Primjeri:
- 3,489 -> 3 + 4 + 8 + 9 = 24 -> 2 + 4 = 6
- Dan -> 6 + 1 + 19 = 26 -> 2 + 6 = 8

Brži način redukcije na jednu znamenku je jednostavna primjena funkcije "modulo", vrijednost 9.
Postoje razne metode zbrajanja, uključujući Kaldejsku, Pitagorinu, Hebrejsku, Helyn Hitchcockovu metodu, Fonetičku, Japansku i Indijsku.

### Numerološke vrijednosti slova engleske abecede
| A-I   | J-R        | S-Z         |
| ----- | ---------- | ----------- |
| A = 1 | J = 10     | S = 19 (10) |
| B = 2 | K = 11 (2) | T = 20 (2)  |
| C = 3 | L = 12 (3) | U = 21 (3)  |
| D = 4 | M = 13 (4) | V = 22 (4)  |
| E = 5 | N = 14 (5) | W = 23 (5)  |
| F = 6 | O = 15 (6) | X = 24 (6)  |
| G = 7 | P = 16 (7) | Y = 25 (7)  |
| H = 8 | Q = 17 (8) | Z = 26 (8)  |
| I = 9 | R = 18 (9) |             |

### Numerološke vrijednosti slova engleske abecede - Kaldejska metoda
| A-I   | J-R   | S-Z   |
| ----- | ----- | ----- |
| A = 1 | J = 1 | S = 3 |
| B = 2 | K = 2 | T = 4 |
| C = 3 | L = 3 | U = 6 |
| D = 4 | M = 4 | V = 6 |
| E = 5 | N = 5 | W = 6 |
| F = 8 | O = 7 | X = 5 |
| G = 3 | P = 8 | Y = 1 |
| H = 5 | Q = 1 | Z = 7 |
| I = 1 | R = 2 |       |

## Kineska numerologija
U Kineskoj numerologiji brojevima se pridaje drukčiji skup značenja, a određene kombinacije brojeva smatraju se sretnijima od drugih. Općenito, parni se brojevi smatraju sretnim, zbog vjerovanja da sreća dolazi u parovima.

### Definicije kineskih brojeva
Kantonci pridaju brojevima sljedeća značenja, koja se moguće razlikuju od drugih oblika kineskog jezika:
1. - 一 - sigurno
2. - 二 - lako
3. - 三 - živo
4. - 四 - smatra se nesretnim brojem, obzirom izgovor broja 4 ( sì ) zvuči kao riječ "smrt" ( sǐ ).
5. - 五 - osobnost, ja, ništa, nikad
6. - 六 - lako i glatko
7. - 七 - zajedno
8. - 八 - iznenadna sreća, prosperitet
9. - 九 - vremenski dugo

Neke od sretnih kombinacija brojeva uključuju:
- 168 - Put prosperiteta ili uspjeti zajedno - mnogi telefonski brojevi posebnih usluga u Kini počinju s tim brojem. Isto tako, mnoge tvrtke koriste taj broj u sklopu svog naziva.
- 518 - Ja ću uspjeti, ostale varijacije uključuju: 5189 (Uspijevat ću dugo), 516289 (Krenut ću dugim, lakim i uspješnim putem) i 5918 (Uspjet ću ubrzo)
- 888 - Prosperitet x3.

## Ostala polja

### "Numerologija" u znanosti
Znanstvene teorije se ponekad nazivaju 'numerologijom' ako je njihovo osnovno nadahnuće matematičko, a ne iz polja znanosti. Takva se kolokvijalna uporaba riječi 'numerologija' često koristi unutar zajednice znanstvenika, a njome se najčešće izražava upitna valjanost teorije. 
Najpoznatiji primjer 'numerologije' u znanosti uključuje slučajne sličnosti određenih velikih brojeva koje su intrigirale prominentne matematičke fizičare, kao što su Dirac, Weyl i Eddington. Te numeričke slučajnosti odnose se na vrijednosti kao što su racio starosti svemira prema atomskoj jedinici vremena, broj elektrona u svemiru, i razlika u jačini između gravitacije i električne snage elektrona i protona. ('Is the Universe Fine Tuned for Us?', Stenger V. J. strana 3 [1]).
Slučajne veze među velikim brojevima i dalje fasciniraju mnoge matematičke fizičare. Primjerice, James G. Gilson izradio je 'Kvantum gravitacijsku teoriju' dijelom osnovanu na Diracovoj hipotezi velikih brojeva. 

### Numerologija u Bibliji
Numeričke matrice za koje Ivan Panin tvrdi da se nalaze u Bibliji, ponekad se zovu biblijska numerologija.

## U popularnoj kulturi
- U filmu π, glavni lik susreće numerologa u potrazi za skrivenim numerološkim matricama Tore. Svako slovo hebrejske abecede veže se uz odgovorajući broj. Rečeno je i da se pravo ime boga krije iza 216-znamenkastog broja.
- Epizoda serije Dosjei-X 'Nevjerojatno' zasnivala se na konceptu numerologije i njenom kapacitetu za pomoć pri rješavanju zločina. Burt Reynolds gostovao je u emisiji kao lik impliciran kao bog; on je naizgled bio savršeno sposoban koristiti numerologiju kao sredstvo za predviđanje budućih događaja.
- U jednoj epizodi Forenzičari: NY (epizoda en.'Hung Out to Dry'), detektivi se koriste numerologijom pri rješavanju serije kriptičnih poruka ostavljenih na majicama, koje vode do serijskog ubojice.
- U filmu 23 (en. The Number 23), glavni lik postaje opsjednut brojem iz naslova i njegovim izglednim numerološkim značenjima.